# Apostolische Administratur Usbekistan
Die Apostolische Administratur Usbekistan (lat.: Apostolica Administratio Usbekistanianus) ist eine römisch-katholische Apostolische Administratur mit Sitz in Taschkent in Usbekistan.

## Geschichte
Papst Johannes Paul II. gründete die Mission sui juris am 29. September 1997 aus Gebietsabtretungen der Apostolischen Administratur Kasachstan. Mit der Apostolischen Konstitution Totius dominici gregis  wurde sie am 1. April 2005 zur Apostolischen Administratur erhoben.

## Diaspora

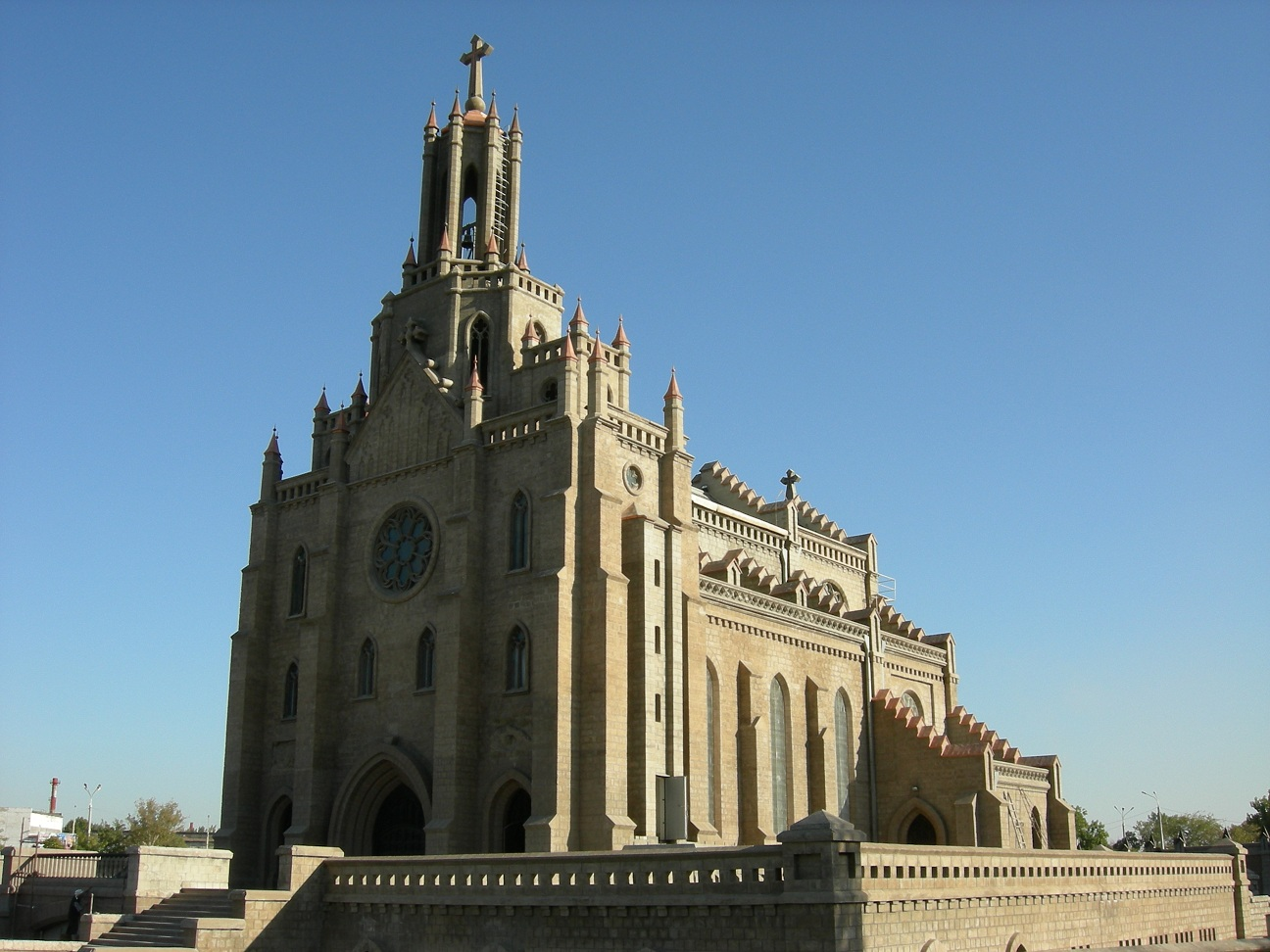
Römisch-katholische Kathedralkirche Herz Jesu in Taschkent

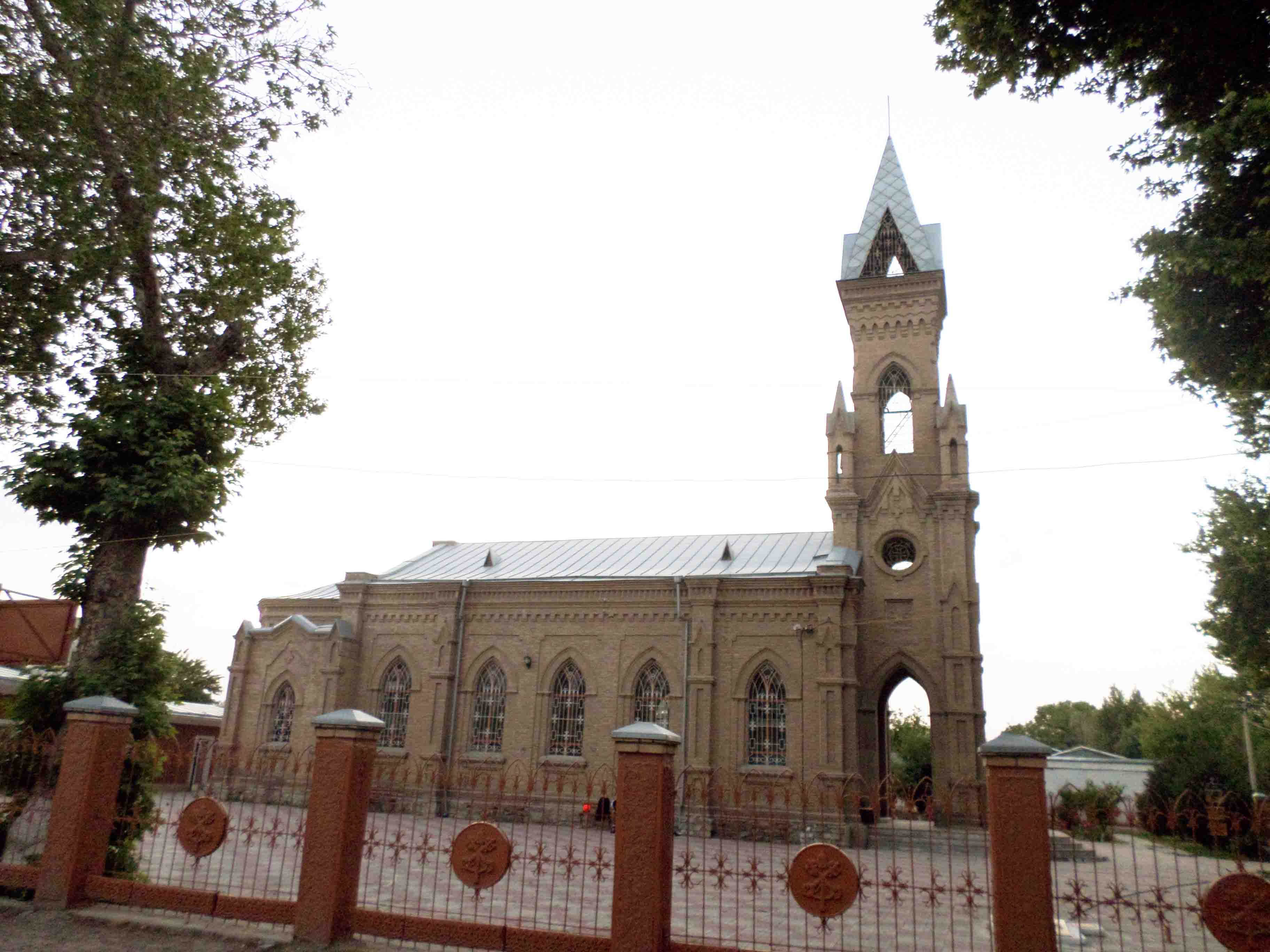
St. Johannes der Täufer in Samarqand

Die römisch-katholische Kirche ist in Usbekistan eine absolute Minderheitenkirche. Circa 88 % der Bevölkerung sind sunnitische Muslime, ca. 9 % russisch-orthodoxe Christen. Weiter gibt es die Armenisch-Apostolischen Kirche, die Evangelisch-Lutherischen Kirche und verschiedene protestantische Gemeinden. Statistisch gibt es circa 3.000 Angehörige der römisch-katholischen Kirche, die Zahl der aktiven Mitglieder in Usbekistan wird auf etwa 600 bis 700 geschätzt.
Es gibt fünf Pfarreien:
- Herz Jesu, Taschkent (Kathedralpfarrei)
- St. Andreas, Buchara
- St. Maria, Fergana
- St. Johannes der Täufer, Samarqand[4]
- Mutter der Barmherzigkeit, Urgentsch

## Ordinarien

### Apostolischer Superior von Usbekistan
- Krzysztof Kukułka OFMConv (29. September 1997 – 22. März 2005)

### Apostolische Administratoren von Usbekistan
- Krzysztof Kukułka OFMConv (22. März 2005 – 1. April 2005)
- Bischof Jerzy Maculewicz OFMConv (seit 1. April 2005)